# Мамукелашвили, Сандро
Александр «Сандро» Мамукелашвили (груз. ალექსანდრე "სანდრო" მამუკელაშვილი; род. 23 мая 1999, Нью-Йорк, Нью-Йорк) — грузинский и американский баскетболист, играющий на позициях центрового и тяжёлого форварда. Выступает за клуб НБА «Сан-Антонио Спёрс» и сборную Грузии. 

## Ранние годы
Мамукелашвили родился в Нью-Йорке, но вырос в Тбилиси, переехав в Грузию в младенчестве. Он свободно говорит на английском, грузинском, русском и итальянском языках. Его бабушка, Ира Габашвили, была членом женской сборной СССР по баскетболу. Старший брат Мамукелашвили Давид познакомил его с баскетболом в раннем возрасте. Кумиром Сандро в детстве был грузинский баскетболист Заза Пачулия. Тётя Сандро — известная пианистка Этери Анджапаридзе, Мамукелашвили в детстве гостил у неё в Чикаго.
Когда Мамукелашвили было 14 лет он переехал в Биеллу (Италия), где играл за молодёжные команды местного клуба. Мамукелашвили сказал, что переезд в Италию был трудным, но его клуб и главный тренер Федерико Данна сделали всё возможное для него. В 2016 году он переехал в США, где учился в Академии Монтверде, он играл в одной команде вместе с другим в будущем игроком НБА Ар Джей Барреттом. Во время обучения вшколе Пачулия стал наставником Мамукелашвили и познакомил его с несколькими игроками, такими как Стефен Карри.
20 апреля 2017 года Мамукелашвили решил продолжить играть в баскетбол в колледже за Университете Сетон-Холл. отклонив предложения от Университета Южной Калифорнии, Южно-Каролинского университета и Вандербильтского университета. Он выбрал Сетон-Холл, потому что его брат Дэвид жил неподалеку и у его школьного тренера Кевина Бойла были хорошие отношения с тренером Сетон-Холл Кевином Уиллардом.

## Карьера в колледже
Будучи новичком, Мамукелашвили в среднем набирал 2,6 очков, 1,9 подборов и 0,5 блок-шота за игру и помог «Пайретс» выйти во второй раунд финального турнира NCAA. Его лучшая игра в качестве новичка состоялась против Университета Ксавье 14 февраля 2018 года, когда он набрал 17 очков и сделал семь подборов. Будучи второкурсником, он в среднем набирал 8,9 очков и 7,8 подборов за игру. После своего второго сезона Мамукелашвили работал с Пачулией в его Академии в Тбилиси, чтобы улучшить свою игру, в частности тренировал трёхочковые броски.
После своего третьего сезона в NCAA он заявил о своем участии в драфте НБА 2020 года, но не нанял агента, подразумевая возможность остаться в NCAA ещё на год. К Мамукелашвили проявляли небольшой интерес, чтобы выбрать его во втором раунде драфта. Мамукелашвили 1 августа объявил, что он снимает свою кандидатуру с драфта и возвращается в Сетон-Холл ещё на сезон.
После ухода в профессионалы Майлза Пауэлла Сандро стал лидером своей университетской команды. 11 декабря 2020 года он набрал рекордные в карьере 32 очка, сделал 9 подборов и 3 передачи. Он набирал в среднем 17,5 очков, 7,6 подборов и 3,2 передач за игру. По итогам сезона он был назван игроком года конференции Big East и выиграл Приз Хаггерти как лучший игрок в метрополии Нью-Йорка. Мамукелашвили также стал финалистом премии имени Карла Мэлоуна.

## Профессиональная карьера

### Милуоки Бакс (2021–2023)
Мамукелашвили был выбран во втором раунде драфта НБА 2021 года под 54-м номером командой «Индиана Пэйсерс». Затем он был обменян в «Милуоки Бакс» вместе с правами на драфт Георгиоса Калаицакиса, выбранным 60-м, и двумя будущими выборами второго раунда в обмен на 31-го выбора на драфте Айзеи Тодда. 4 августа 2021 года «Бакс» подписали с Мамукелашвили двусторонний контракт. По условиям сделки он делил время между «Милуоки Бакс» и их фарм-клубом в Джи-Лиге «Висконсин Херд». 19 октября 2021 года Мамукелашвили дебютировал в НБА, выйдя на замену с результативной передачей и подбором в победном матче против «Бруклин Нетс». 26 октября он был переведён в «Висконсин Херд».
Мамукелашвили вошёл в состав «Милуоки» на Летней лиге НБА 2022 года. 18 июля 2022 года Мамукелашвили был включен в первую сборную Летней лиги.
1 марта 2023 года «Бакс» выставили Мамукелашвили на драфт отказов.

### Сан-Антонио Спёрс» (2023–настоящее время)
3 марта 2023 года «Сан-Антонио Спёрс» подобрали Мамукелашвили с драфта отказов и сделали его контракт стандратным. 27 июля он подписал новый годовой контракт со «Спёрс».
22 июля 2024 года Мамукелашвили повторно подписал контракт со «Спёрс». 19 марта 2025 года Мамукелашвили набрал свои рекордные в карьере 34 очка с девятью подборами, тремя передачами и перехватом в победе над «Нью-Йорк Никс» со счетом 120:105. Он также побил рекорд по количеству очков, набранных при менее 20 сыгранных минут в матче, ранее принадлежавший Джейлену Брауну (33 очка).

## Национальная сборная
Мамукелашвили дебютировал в сборной Грузии в квалификации к чемпионату мира 2019 года. Он принимал участие на чемпионате Европы 2022 года (21-е место) и на чемпионате мира 2023 года (16-е место). Также Сандро принимал участие в квалификации на Олимпийские игры 2024 года, но Грузия не смогла выйти из группы, уступив по дополнительным показателям сборной Латвии и Филиппинам.

## Статистика

### Статистика в НБА
| Сезон                                                                                    | Команда     | Регулярный сезон | Регулярный сезон | Регулярный сезон | Регулярный сезон | Регулярный сезон | Регулярный сезон | Регулярный сезон | Регулярный сезон | Регулярный сезон | Регулярный сезон | Регулярный сезон | Серия плей-офф | Серия плей-офф | Серия плей-офф | Серия плей-офф | Серия плей-офф | Серия плей-офф | Серия плей-офф | Серия плей-офф | Серия плей-офф | Серия плей-офф | Серия плей-офф |
| Сезон                                                                                    | Команда     | GP               | GS               | MPG              | FG%              | 3P%              | FT%              | RPG              | APG              | SPG              | BPG              | PPG              | GP             | GS             | MPG            | FG%            | 3P%            | FT%            | RPG            | APG            | SPG            | BPG            | PPG            |
| ---------------------------------------------------------------------------------------- | ----------- | ---------------- | ---------------- | ---------------- | ---------------- | ---------------- | ---------------- | ---------------- | ---------------- | ---------------- | ---------------- | ---------------- | -------------- | -------------- | -------------- | -------------- | -------------- | -------------- | -------------- | -------------- | -------------- | -------------- | -------------- |
| 2021/22                                                                                  | Милуоки     | 41               | 3                | 9,9              | 49,6             | 42,3             | 81,8             | 2,0              | 0,5              | 0,2              | 0,2              | 3,8              | Не участвовал  | Не участвовал  | Не участвовал  | Не участвовал  | Не участвовал  | Не участвовал  | Не участвовал  | Не участвовал  | Не участвовал  | Не участвовал  | Не участвовал  |
| 2022/23                                                                                  | Милуоки     | 24               | 0                | 9,0              | 32,8             | 21,9             | 66,7             | 2,3              | 0,7              | 0,2              | 0,2              | 2,4              | Не участвовал  | Не участвовал  | Не участвовал  | Не участвовал  | Не участвовал  | Не участвовал  | Не участвовал  | Не участвовал  | Не участвовал  | Не участвовал  | Не участвовал  |
| 2022/23                                                                                  | Сан-Антонио | 19               | 7                | 23,3             | 45,3             | 34,3             | 69,2             | 6,8              | 2,4              | 0,5              | 0,4              | 10,8             | Не участвовал  | Не участвовал  | Не участвовал  | Не участвовал  | Не участвовал  | Не участвовал  | Не участвовал  | Не участвовал  | Не участвовал  | Не участвовал  | Не участвовал  |
| 2023/24                                                                                  | Сан-Антонио | 46               | 5                | 9,8              | 47,1             | 29,7             | 73,5             | 3,2              | 1,1              | 0,2              | 0,3              | 4,1              | Не участвовал  | Не участвовал  | Не участвовал  | Не участвовал  | Не участвовал  | Не участвовал  | Не участвовал  | Не участвовал  | Не участвовал  | Не участвовал  | Не участвовал  |
| 2024/25                                                                                  | Сан-Антонио | 61               | 0                | 11,2             | 50,2             | 37,3             | 74,1             | 3,1              | 0,8              | 0,4              | 0,3              | 6,3              | Не участвовал  | Не участвовал  | Не участвовал  | Не участвовал  | Не участвовал  | Не участвовал  | Не участвовал  | Не участвовал  | Не участвовал  | Не участвовал  | Не участвовал  |
|                                                                                          | Всего       | 191              | 15               | 11,5             | 47,1             | 34,8             | 73,1             | 3,1              | 0,9              | 0,3              | 0,3              | 5,2              | Не участвовал  | Не участвовал  | Не участвовал  | Не участвовал  | Не участвовал  | Не участвовал  | Не участвовал  | Не участвовал  | Не участвовал  | Не участвовал  | Не участвовал  |
| Наведите курсор мыши на аббревиатуры в заголовке таблицы, чтобы прочесть их расшифровку. |             |                  |                  |                  |                  |                  |                  |                  |                  |                  |                  |                  |                |                |                |                |                |                |                |                |                |                |                |

### Статистика в Джи-Лиге
| Сезон                                                                                    | Команда        | Регулярный сезон | Регулярный сезон | Регулярный сезон | Регулярный сезон | Регулярный сезон | Регулярный сезон | Регулярный сезон | Регулярный сезон | Регулярный сезон | Регулярный сезон | Регулярный сезон | Серия плей-офф | Серия плей-офф | Серия плей-офф | Серия плей-офф | Серия плей-офф | Серия плей-офф | Серия плей-офф | Серия плей-офф | Серия плей-офф | Серия плей-офф | Серия плей-офф |
| Сезон                                                                                    | Команда        | GP               | GS               | MPG              | FG%              | 3P%              | FT%              | RPG              | APG              | SPG              | BPG              | PPG              | GP             | GS             | MPG            | FG%            | 3P%            | FT%            | RPG            | APG            | SPG            | BPG            | PPG            |
| ---------------------------------------------------------------------------------------- | -------------- | ---------------- | ---------------- | ---------------- | ---------------- | ---------------- | ---------------- | ---------------- | ---------------- | ---------------- | ---------------- | ---------------- | -------------- | -------------- | -------------- | -------------- | -------------- | -------------- | -------------- | -------------- | -------------- | -------------- | -------------- |
| 2021/22                                                                                  | Висконсин Херд | 15               | 14               | 32,5             | 54,0             | 40,8             | 44,2             | 10,5             | 2,7              | 0,8              | 1,3              | 20,6             | Не участвовал  | Не участвовал  | Не участвовал  | Не участвовал  | Не участвовал  | Не участвовал  | Не участвовал  | Не участвовал  | Не участвовал  | Не участвовал  | Не участвовал  |
| 2022/23                                                                                  | Висконсин Херд | 15               | 9                | 32,4             | 51,9             | 26,9             | 66,7             | 10,2             | 4,1              | 1,2              | 0,8              | 20,3             | Не участвовал  | Не участвовал  | Не участвовал  | Не участвовал  | Не участвовал  | Не участвовал  | Не участвовал  | Не участвовал  | Не участвовал  | Не участвовал  | Не участвовал  |
| 2023/24                                                                                  | Остин Спёрс    | 1                | 1                | 35,2             | 50,0             | 38,5             | 75,0             | 22,0             | 4,0              | 0,0              | 2,0              | 34,0             | Не участвовал  | Не участвовал  | Не участвовал  | Не участвовал  | Не участвовал  | Не участвовал  | Не участвовал  | Не участвовал  | Не участвовал  | Не участвовал  | Не участвовал  |
|                                                                                          | Всего          | 31               | 24               | 32,6             | 52,8             | 34,6             | 55,4             | 10,7             | 3,4              | 1,0              | 1,1              | 20,9             | Не участвовал  | Не участвовал  | Не участвовал  | Не участвовал  | Не участвовал  | Не участвовал  | Не участвовал  | Не участвовал  | Не участвовал  | Не участвовал  | Не участвовал  |
| Наведите курсор мыши на аббревиатуры в заголовке таблицы, чтобы прочесть их расшифровку. |                |                  |                  |                  |                  |                  |                  |                  |                  |                  |                  |                  |                |                |                |                |                |                |                |                |                |                |                |

### Статистика в NCAA
| Сезон | Команда    | Conf     | Class | GP  | GS | MPG  | FG%  | 3P%  | FT%  | RPG | APG | SPG | BPG | PPG  |
| --- | ---------- | -------- | ----- | --- | -- | ---- | ---- | ---- | ---- | --- | --- | --- | --- | ---- |
| 2017/18 | Сетон-Холл | Big East | FR    | 34  | 0  | 9,6  | 47,1 | 29,6 | 60,0 | 1,9 | 0,5 | 0,2 | 0,5 | 2,6  |
| 2018/19 | Сетон-Холл | Big East | SO    | 34  | 34 | 29,2 | 43,7 | 30,1 | 61,2 | 7,8 | 1,6 | 0,6 | 1,2 | 8,9  |
| 2019/20 | Сетон-Холл | Big East | JR    | 20  | 18 | 26,1 | 54,0 | 43,4 | 65,8 | 6,0 | 1,4 | 0,5 | 0,6 | 11,9 |
| 2020/21 | Сетон-Холл | Big East | SR    | 27  | 27 | 35,6 | 43,4 | 33,6 | 71,4 | 7,6 | 3,2 | 1,1 | 0,6 | 17,5 |
| Всего | Всего      | Всего    | Всего | 115 | 79 | 24,4 | 45,9 | 33,9 | 66,3 | 5,7 | 1,6 | 0,6 | 0,7 | 9,6  |
| Наведите курсор мыши на аббревиатуры в заголовке таблицы, чтобы прочесть их расшифровку Статистика приведена с сайта sports-reference.com |            |          |       |     |    |      |      |      |      |     |     |     |     |      |